# Quthing
Quthing (o Moyeni) è un centro abitato del Lesotho, situato nel distretto omonimo.